# Jaciment arqueològic de Sant Jaume
Sant Jaume és un jaciment arqueològic a cavall dels municipis de Les Cabanyes, Pacs del Penedès i Vilafranca del Penedès, (Alt Penedès), inclòs a l'Inventari del Patrimoni Arqueològic i Paleontològic de Catalunya.
S'ha catalogat com un lloc o centre de producció i explotació taller de sílex datat en una cronologia de l'Epipaleolític al neolític antic, des del 9.000 BP al 3.500 BP. Situat a la part oriental del turó de Sant Jaume, en un terreny erm i molt erosionat, s'hi van detectar peces d'indústria lítica. Es coneixen actuacions d'afeccionats i clandestins des dels anys 30 i unes prospeccions als anys 70. Si van localitzar perforadors geomètrics i denticulats, gratadors, lamines, ascles retocades i alguns elements més.